# Rui Vinhas
Rui Vinhas (né le 6 décembre 1986 à Sobrado) est un coureur cycliste portugais. Il a notamment remporté le Tour du Portugal 2016.

## Biographie
Rui Vinhas naît le 6 décembre 1986 à Sobrado dans la municipalité de Valongo. Il a un frère jumeau, prénommé Miguel, devenu mécanicien et qui travaille pour l'équipe W52-FC Porto en 2016.
Rui Vinhas commence à s'intéresser au cyclisme à l'âge de neuf ans et fait ses débuts à douze ans dans le club ADRAP de Penafiel. De 1999 à 2002, il évolue dans les catégories de jeunes du Lousada Académico Clube de Ciclismo. Passé en catégorie junior, il est membre du club de Paredes en 2003 et 2004. En 2005, il intègre Casactiva-Quinta das Arcas-UCS, équipe espoirs de l'União Ciclista de Sobrado.
En 2011, il devient professionnel dans l'équipe LA-Antarte. De 2012 à 2014, il est membre de l'équipe Louletano-Dunas Douradas. En 2015, il revient dans l'équipe W52-Quinta da Lixa. Il gagne le Tour du Portugal l'année suivante.
Lors du Tour du Portugal 2018, il entre en collision avec une voiture au cours d'une étape et subit plusieurs blessures au visage, aux bras et aux jambes. Il décide, contrairement aux recommandations du médecin, de continuer à soutenir son leader et ami Raúl Alarcón, en passe de remporter le Tour. Il est contrôlé positif pendant la course au Betamethasone, un anti-inflammatoire et doit prouver qu’il a pris la substance par nécessité médicale.
Au mois d'aout 2020, il se classe dixième du championnat du Portugal de cyclisme sur route.

## Palmarès
- 2012
  - 1rea étape du Tour des comarques de Lugo (contre-la-montre par équipes)
- 2015
  - Grande Prémio do Dão :
    - Classement général
    - 1re étape
- 2016
  - Classement général du Tour du Portugal
  - Circuito Ribeiro da Silva
- 2017
  - 2e du championnat du Portugal sur route
  - 3e de la Klasika Primavera
  - 3e du Grand Prix Jornal de Notícias
- 2019
  - 2e étape du Grand Prix Torres Vedras